# Kronologija Domovinskog rata: lipanj 1995.

### 1. lipnja
- Otpočeo sveopći napad na zaštićenu zonu UN-a Goražde, a Srbi napadaju i Srebrenicu i Žepu, također zaštićene zone UN-a.[1]
- Bosanski Srbi, nakon ubojstva ministra vanjskih poslova BiH Irfana Ljubijankića i njegovih suradnika, ne daju njihova mrtva tijela, a uništivši sve tragove raketiranja helikoptera izražavaju iznenađenje što Vlada BiH to od njih traži.[1]

### 2. lipnja
- Francuski predsjednik Jacques Chirac optužio svoje vojne zapovjednike u BiH za kukavičluk.[1]
- Glavni zapovjednik francuskih oružanih snaga admiral Jacques Lanxada usporedio ponašanje Karadžića s ponašanjem iračkog predsjednika Sadama Huseina, a vojsku bosanskih Srba nazvao teroristima.[1]
- Karadžić pozorio kako bi svaka oružana akcija poduzeta za oslobađanje talaca bila katastrofalna pogreška koja bi mogla dovesti do pokolja.[1]
- Ministar vanjskih poslova SRJ Vladislav Jovanović izjavio je za njemački Der Spiegel da će Beograd pomoći bosanskim Srbima bude li strana intervencija zbrisala ili protjerala veliki broj Srba.[1]
- Hrvatska se oprostila od velikog športaša, rodoljuba i diplomate, košarkaške legende Krešimira Ćosića.[1]

### 3. lipnja
- U Domovinskom ratu, do 23. svibnja ove godine, poginulo 8.928 osoba, prisilno odvedeno, zatočeno i nestalo 2.853, a ranjeno 26.971 osoba, predočio Ured za žrtve rata hrvatske Vlade.[1]
- Srpsko ujedinjenje područja pod okupacijom u Hrvatskoj i BiH bilo bi velika prijetnja miru, iznijeli stajalište EU ministru Graniću u Zagrebu veleposlanici Francuske, Njemačke i Španjolske.[1]

### 5. lipnja
- Predsjednik Tuđman primio u Zagrebu supresjedatelje Mirovne konferencije o bivšoj Jugoslaviji Owena i Stoltenberga.[1]
- Svijet neće priznati nikakvo ujedinjenje srpskih paradržava, jer poštuje teritorijalnu cjelovitost Hrvatske, priopćili hrvatskom ministru vanjskih poslova dr. Graniću veleposlanici Francuske, Španjolske i Njemačke u ime Europske unije.[1]
- Četnici granatirali Livno i Mostar.[1]
- Američki državni tajnik Christopher izjavio da su bosanski Srbi učinili stratešku pogrešku uzimajući za taoce plave kacige.[1]

### 6. lipnja
- Poput kule od pijeska ruši se Martićeva najzapadnija srpska država pod naletom hrvatskih oružanih snaga.[1]
- Postrojbe HVO-a ostvarile nove pobjede na Dinari, uz osvojene nove strateške položaje, oslobođen i Crni Lug, udaljen tridesetak kilometara od Knina.[1]
- Na oraškom bojištu i dalje traje srpska ofenziva, a stigla i pomoć iz Srbije, pančevački i niški specijalci.[1]
- Pobunjeni hrvatski Srbi morat će dva puta promisliti o svojoj prijetnji bombardiranjem hrvatskih gradova na jadranskoj obali, jer je njihov glavni grad na dohvatu hrvatskog topništva, izjavio za Reuter vojni promatrač UN-a u Kninu.[1]
- Milošević i Karadžić prekinuli su kontakt. To je čista istina - izjavio hamburškom tjedniku Spiegel ministar vajskih poslova SRJ Vladislav Jovanović.[1]
- Lord Owen, koji ovog mjeseca odlazi s mjesta supredsjedatelja Međunarodne konferencije o bivšoj Yugoslaviji, pohvalio Miloševića kao mirotvorca, a srbijanski predsjednik zahvalio lordu na ozbiljnoj i iskrenoj ulozi.[1]
- Američki predsjednik Clinton, u emisiji CNN-a, izjavio da su interesi SAD-a u BiH da se rat ne proširi izvan granice te države, ublaže ljudske patnje i smanje stradanja, te pomogne diplomatski put do mira.[1]

### 7. lipnja
- Nakon što je HVO ovladao strateški vrlo značajnom planinom Šator, Glamoč je izoliran, a Grahovo u poluokruženju.[1]
- Bosanski Srbi oslobodili stotinjak plavih kaciga, ali još je 148 pripadnika UN-a u njihovu zarobljeništvu, rekao u Parizu francuski ministar vanjskih poslova Herve Charette.[1]

### 8. lipnja
- U Zagrebu održan prosvjedni skup majki, očeva i obitelji nestalih, zatočenih i nasilno odvedenih hrvatskih ljudi, koji je završio pred uredom vlade SRJ, tražeći da se kaže istina o sudbini tih ljudi.[1]
- Američki pilot Scott F. O'Grady, čiji F-16 su Srbi srušili 2. lipnja raketom ispaljenom iz blizine Banja Luke, pronađen i spašen brzom akcijom američkih marinaca 35 kilometara južno od Bihaća.[1]
- Odmetnuti hrvatski Srbipredali, uz posredovanje UN-a, Armiji BiH u Ličkom Petrovom Selu tijela poginulog ministra vanjskih poslova BiH Irfana Ajanovića i njegovih pratilaca, koji su zatim pokopani u Bihaću.[1]

### 9. lipnja
- Učinit ćemo sve da UNCRO provede svoj mandat, a ako samozvanci iz Knina budu sprječavali rješenje, Hrvatska će poduzeti sve što bude smatrala potrebnim za rješenje toga problema - rekao predsjednik Tuđman na konferenciji za novinare u Zagrebu.[1]
- U apelu biskupa iz Hrvatske i BiH sa svog zasjedanja u Zagrebu upozoreno na stravično stanje u banjalučkoj biskupiji, gdje najnoviji višetjedni i najžešći progoni katolika kao da želi zadati smrtni udarac nazočnosti Katoličke crkve na tom području.[1]
- Američki kongres jučer izglasovao velikom većinom (319:99) amandman o ukidanju embarga na naoružavanje snaga vlade BiH.[1]
- Bivši švedski premijer Carl Bildt imenovan za Owenovog nasljednika.[1]

### 10. lipnja
- Predsjednik Tuđman stigao vlakom, preko Okučana, u Vinkovce, te time ispunio obećanje dano Slavoncima.[1]
- Nakon odluke Kongresa o jednostranom ukidanju embarga na oružje za vladu BiH, Bijela kuća najavila mogućnost ulaganja veta na taj zakon.[1]
- Snage UNPROFOR-a dobile nalog da se strogo pridržavaju dosadašnjeg mandata tako dugo dok Vijeće sigurnosti ne odluči drugačije, što znači da će i dalje samo održavati mir i pokušavati stabilizirati stanje na terenu, što se nedvojbeno smatra novim ustupkom Karadžiću.[1]
- SRJ ometa međunarodno nastojanje za osudu ratnih zločina i kršenje ljudskih prava na području bivše Yugoslavije, objavila u Washingtodnu Međunarodna helsinška federacija za prava čovjeka.[1]
- Srbi s Pala oduševljeno prihvatili zarobljavanje plavih kaciga, piše beogradski list Telegraf.[1]

### 11. lipnja
- Na velikoj svečanosti u Osijeku predsjednik Tuđman otvorio novi most preko rijeke Drave, a osječko-baranjski župan Branimir Glavaš naglasio da otvaranje mosta znači spajanje ljudi sa slobodnog i okupiranog dijela Hrvatske, te čvrstu vezu tih dvaju dijelova hrvatske.[2]
- Gradonačelnik Sarajeva dr. Tarik Kupusović najavio deblokadu Sarajeva do 25. studenog, pregovorima ili vojnim putem, jer Sarajlije četvrtu zimu neće dočekati u blokadi.[2]
- Srbija i dalje potajno pomaže bosanskim Srbima, prenosi izjave američkih i europskih dužnosnika kojima su dostupni obavještajni podaci New York Times.[2]
- Ghali predlaže Vijeću sigurnosti da u BiH pošalje novih 12.500 vojnika (snage za brzo djelovanje). Time bi se broj plavih kaciga na prostoru bivše Jugoslavije povećao sa sadašnjih 44.870 na 57.370.[2]
- UNHCR predao konvoj hrane namijenjen Žepi bosanskim Srbima, nakon što su ga oni tri dana blokirali.[2]
- Nakon imenovanja Carla Bildta za novog posrednika EU za bivšu Jugoslaviju, ruski ministar vanjskih poslova Kozirev izrazio veliko zadovoljstvo, naglašavajući Šveđaninovu neutralnost.[2]
- Bosanski Srbi cijele noći napadali vozila koja su igmanskom cestom pokušavala ući i izaći iz Sarajeva, a kad su pogodili jedan kamion, koji je izgorio, cesta je postala neprohodna.[2]

### 12. lipnja
- Pobunjeni hrvatski Srbi tijekom otmice vozila UN-a kod Knina ubili kenijskog pripadnika mirovnih snaga, priopćio u Zagrebu glasnogovornik UN-a Fred Eckhard.[2]
- Nakon vojnih uspjeha Armije Bih u istočnoj Bosni, Srbi napali Goražde topovima i minobacačima, a Mladić rekao predstavnicima UNPROFOR-a da jamstva dana za prolazak humanitarnih konvoja više ne vrijede.[2]
- Junačka obrana branitelja na oraškom bojištu, Srbi niti uz pomoć iz Srbije, sa 12.000 vojnika i nekoliko stotina oklopnjaka, ne uspijevaju probiti crte HVO-a.[2]
- Komentirajući krizu u BiH bivši američki državni tajnik Henri Kissinger zaključuje da su u Bosni obje američke administracije činile pogreške.[2]
- Tek imenovani međunarodni posrednik za bivšu Yugoslaviju Carl Bildt sastao se u Moskvi sa šefom ruske diplomacije Andrejem Kozirevim, koji mu je rekao da se sukob u bivšoj Yugoslaviji, posebno u BiH, ne može riješiti vojno, već isključivo politički.[2]

### 13. lipnja
- Hrvatska napokon u PHARE programu. Ministarsko vijeće EU ujedno odobrilo početak priprema na Sporazumu o suradnji Hrvatske i Europske unije.[2]
- To su ljudi koji nemaju ni vjere ni zakona, teroristi, rekao uzvanicima u Elysseu francuski predsjednik Jacques Chirac za bosanske Srbe.[2]
- Bosanski Srbi ne samo što su preuzeli od UNPROFOR-a, po najnovijem dogovoru, konvoje UN-a s hranom za Sarajevo, nego i traže da se polovica tereta iz tih konvoja preda njima.[2]
- Karadžić obznanio oslobađanje 130 talaca, ali i da će zadržati ostalih 15 iz, kako reče, tehničkih razloga.[2]
- Policajci s amblemom vojne policije krajine provode pravu hajku na sve one koji imaju bilo kakve veze s Hrvatskom kako bi popunili vojne postrojbe generala Mile Mrkšića, koje sada ratuju i u BiH, pomažući Karadžićevim Srbima koji trpe poraz za porazom na livanjsko-grahovskom bojištu.[2]

### 14. lipnja
- Hrvatska Vlada odobrila povratak 50 izbjeglih pobunjenih hrvatskih Srba u zapadnu Slavoniju.[2]
- Britanski šef diplomacije Douglas Hoog upozorava bosansku Vladu da odustane od probijanja opsade glavnog grada BiH. Oko Sarajeva, navodne, grupirano 30.000 vojnika Armije BiH, što London ocjenjuje kao siguran znak za početak ofenzive za oslobađanje grada.[2]
- U srijemskom selu Nikincima, u Vojvodini, za vrijeme trajanja mise, podmetnut zapaljeni dinamit na prozor katoličke crkve, ali prisebnošću župnika, koji ga je ugledao i zatim žurno odbacio daleko od crkve, gdje je eksplodirao, izbjegnuta je tragedija.[2]
- Spašeni pilot američkog zrakoplova F-16 Scott O'Grady izjavio da je u šumama Bosne vidio vjersku viziju, koja bi mogla biti Gospa.[2]

### 15. lipnja
- Predsjednik Tuđman primio u Zagrebu izvjestitelja Parlamentarne skupštine Vijeća Europe Pierrea Renea van der Lindena. Bude li izvješće Odbora za pravne poslove o odnosu prema manjinama i poštovanju slobode tiska povoljno, u rujnu ćemo moći razgovarati o primanju Hrvatske u Vijeće Europe - rekao van der Linden.[2]
- Hrvatska odvjetnička komora podnijela Međunarodnom sudu u Haagu prijavu protiv Milana Martića i Milana Čeleketića zbog kažnjivog djela ratnog zločina protiv civilnog pučanstva.[2]
- Unatoč četrdesetodnevnoj ofenzivi na oraškom bojištu, Srbi nisu uzeli ni pedlja slobodnog oraškog područja.[2]
- Predsjednik BiH Alija Izetbegović izdao naredbu da Armija BiH deblokira Sarajevo.[2]
- Parlament bosanskih Srba izglasao ujedinjenje s Kninom.[2]
- Bivši američki predsjednik Jimmy Carter izjavio pred senatskim Odborom za oružane snage da su bosanski Srbi voljni učiniti ustupke i reducirati svoj teritorij sa 70 na 53 posto. A dobru Miloševićevu volju, trebalo bi nagraditi ukidanjem sankcija.[2]

### 16. lipnja
- Obnovljene silovite borbe oko Sarajeva, a crte razdvajanja za sada nisu promijenjene.[2]
- Unatoč izjavama Radovana Karadžića, kako drži još samo 15 talaca, UN tvrdi da bosanski Srbi drže još 26 vojnika UNPROFOR-a, a 91 pripadnik UN blokiran je u skladištima oružja oko Sarajeva.[2]
- Vijeće sigurnosti odobrilo povećanje broja vojnika (za 12.500) i uspostavu Snaga za brzo djelovanje. Hrvatska odobrava takvu odluku i nudi tim snagama logističku potporu, rekao u New Yorku hrvatski veleposlanik pri UN Mario Nobilo.[2]
- Hrvatska ne prihvaća ideju rješavanja krize na području jugoistočne Europe u okviru neke vrste balkanske, jugoslavenske ili jadranske unije ili konfederacije, rekao predsjednik Tuđman na sjednici Vijeća obrane i nacionalne sigurnosti u Zagrebu.[2]

### 17. lipnja
- Unatoč mnogim intervencijama međunarodne zajednice, u okolici Sarajeva i dalje se vode žestoke borbe. I HVO pomaže Armiji BiH u kidanju srpskog obruča.[2]
- Vijeće sigurnosti, u svojoj predsjedničkoj izjavi, traži nastavak preraspoređivanja snaga UN radi ispunjavanja mandata UNCRO-a.[2]
- U Zagrebu, u skromnoj dvorani NK Jarun, gdje je i osnovana, obilježena šesta obljetnica osnivanja Hrvatske demokratske zajednice.[2]

### 18. lipnja
- Predsjednik Republike Hrvatske dr. franjo Tuđman s visokom državnom delegacijom doputovao u posjet Australiji. Svečano dočekan od australskih Hrvata, u Perthu dr. Tuđman otvorio konzulat RH.[2]
- Armija BiH oslobodila prostore prema Goraždu, za osvetu Srbi ponovo granatirali Sarajevo, a samo u naselju Dobrinji srpska granata usmrtila devet a ozlijedila 40 osoba.[2]
- Predsjednička izjava čelnika G-7 i Rusije o BiH, Hrvatskoj i SRJ poziva, među ostalim, na uzajamno priznavanje republika na prostoru bivše Jugoslavije unutar njihovih međunarodno priznatih granica.[2]

### 19. lipnja
- Predsjednik Tuđman susreo se s Hrvatima zapadne Australije u Perthu, tom prigodom istaknuo im da je hrvatska država uspostavljena zahvaljujući ujedinjenju domovinske i iseljene Hrvatske te pomirenju onih koji su u II. svjetskom ratu stajali na suprotnim stranama.[2]
- Majke, supruge i očevi nasilno odvedenih hrvatskih branitelja i civila započeli štrajk glađu na Markovom trgu pred hrvatskim Saborom, kako bi probudili savjest zaspalog svijeta koji bi trebao pritisnuti Srbiju da se sazna istina o sudbini svih nasilno odvedenih ljudi u svesrpskoj agresiji na Republiku Hrvatsku.[2]
- Na livanjsko-grahovskom bojištu HVO bilježi nove uspjehe.[2]

### 20. lipnja
- Predsjednik Tuđman sastao se u Canberri s australskim premijerom Paulom Keatingom, obostrano istaknuto da su australski Hrvati most zajedništva između dviju država.[2]
- Vrhovni sud Republike Hrvatske potvrdio kazne Martiću, Babiću i drugim kninskim vlastodršcima.[2]
- Vojni zrakoplov pobunjenih Srba srušio se u nedjelju, 18. lipnja na aerodromu u Udbini, a oba pilota poginula, javlja beogradska BETA.[2]
- HVO i Armija BiH uspješno surađuju u slamanju obruča oko Sarajeva, izjavio predsjednik Federacije BiH Krešimir Zubak prilikom sastanka generala obiju vojski u šumama iznad opkoljenog grada.[2]
- Snage UN-a u Bosni definitivno su poražene - Ghali priznao slom, kazavši da napori na očuvanju mira u Bosni nisu uspjeli.[2]

### 21. lipnja
- Sramotna UN-ova nagodba sa Srbima, poslije niza demantija, ipak potvrđena - tajnim dogovorom zapovjednik UN-a general Janvier obećao generalu Mladiću da više neće zahtijevati od NATO-a zračne udare, ako Srbi puste iz zatočeništva sve taoce.[3]
- Veleposlanik RH pri UN-u Mario Nobilo pismom upozorio glavnog tajnika B. Ghalija da se mobilizacija u SRJ za okupirana područja Hrvatske provodi uz punu potporu srbijanske policije i vojske.[3]

### 22. lipnja
- NATO uočio dva srpska zrakoplova Srba iznad sjeverne Bosne, ali zapovjednik UN-ovih snaga Janvier stavio veto na zahtjev NATO-a za bombardiranje uzletišta s kojeg su poletjeli.[3]
- U povodu Dana antifašističke borbe Hrvatske, u ime predsjednika Tuđmana na spomenik Sisačkom partizanskom odredu vijenac položio stožerni general Janko Bobetko.[3]
- Hrvatska je spremna pregovarati s kninskim Srbima, ali oni ne mogu postavljati nikakve preduvjete, rekao supredsjedateljima Međunarodne konferencije o bivšoj Jugoslaviji Thorvaldu Stoltenbergu i Carlu Bildtu predstojnik Ureda Predsjednika Republike ing. Hrvoje Šarinić u Zagrebu.[3]

### 23. lipnja
- U Beogradu održan sastanak komisija za nestale osobe i komisija za razmjenu zarobljenih i uhićenih osoba Republike hrvatske, SRJ, Herceg-Bosne i komisija tzv. srpskih država iz krajine i BiH. Za hrvatsku komisiju prioritetno je pitanje sudbina 1.400 nestalih Vukovaraca.[3]
- Na svečanosti u Melbourneu predsjednika Tuđmanadočekalo više od 12.000 Hrvata.[3]
- Misija Međunarodnog monetarnog fonda završila dvodnevni boravak u Hrvatskoj i dala hrvatskoj gospodarskoj politici pozitivnu ocjenu.[3]
- U Kiseljaku su zapovjednici HVO-a i Armije BiH, generali Tihomir Blaškić i Rasim delić, potpisali vojni sporazum o zajedničkim operacijama dviju vojski u deblokadi Sarajeva.[3]
- Prosvjed hrvatske diplomacije zbog obilježavanja bivših veleposlanstava i konzulata bivše SFRJ kao diplomatskih predstavništva SRJ, čime se prejudicira odluka o sukcesiji bivše države.[3]

### 24. lipnja
- Hrvatski iseljenici priredili predsjedniku Tuđmanu veličanstven doček u Sydneyu.[3]
- Vođa bosanskih Srba Karadžić odbio Akashijevo pismeno traženje da se Snage za brzo djelovanje rasporede na području koje drže Srbi, izjavivši da čak ne mogu biti niti blizu srpskih položaja.[3]
- Nakon otkrića The New York Timesa o pregovorima francuskih generala Janviera i De Lapreslea s generalom Mladićem, svjetski tisak navodi da je Chirac prema Srbima oštar na riječima, a na djelu slijedi svog prethodnika Mitterranda.[3]
- Hrvatsku je Jugoslavija, prema grubim proračunima, stajala 102 milijarde dolara od 1945. do 1991. godine, a precizni proračun doveo bi do još većih iznosa.[3]

### 25. lipnja
- Predsjednik Tuđman i hrvatsko državno izaslanstvo doputovali na Novi Zeland.[3]
- Pokraj nemetinskog odlagališta smeća za grad Osijek pobunjeni hrvatski Srbi oteli vozilo gradske čistoće i u nepoznato odveli trojicu radnika.[3]
- Rasvijetljena većina kaznenih dijela ratnog zločina i terorizma u pakračkoj i lipičkoj općini.[3]

### 26. lipnja
- Predsjednik Tuđman i hrvatsko državno izaslanstvo na Novom Zelandu susreli se s hrvatskim iseljenicima.[3]
- U pismu predsjedatelju OESS-a Laszlu Kovacsu, potpredsjednik hrvatske Vlade i ministar vanjskih poslova dr. Mate Granić navodi dokaze o umiješanosti Beograda u agresiju i privremenu okupaciju dijela hrvatske.[3]
- Pobunjeni Srbi u istočnoj hrvatskoj dobili zapovijed iz Knina da izazivaju izgrede kako bi se aktiviralo bojište, a upadom srpskih vojnika u zonu razdvajanja htjela se izazvati reakcija Hrvatske vojske.[3]
- Njemačka vlada donijela odluku o slanju 1.500 vojnika i osam zrakoplova za podršku Snagama za brzo djelovanje u BiH.[3]
- Beogradski list Telegraf piše kako svim Srbima kojima u osobnoj iskaznici piše mjesto rođenja nekog hrvatskog grada prijeti slanje u krajinu kao dobrovoljca. Isto piše i londonski Financial Times.[3]
- Iako Stoltenbergniječe, snimka TV emisije švedske TV4 potvrđuje da je posrednik UN-a za bivšu Jugoslaviju izjavio kako su Bošnjaci i Hrvati zapravo Srbi koji su promijenili vjeru.[3]

### 27. lipnja
- UN ne može potvrditi ni opovrgnuti nazočnost jugovojske na okupiranih hrvatskim područjima, zbog ograničenog kretanja koje mu nameću pobunjeni hrvatski Srbi, izjavio glasnogovornik UN-a u Zagrebu Christopher Gunness.[3]
- Još jedna podvala Beograda Francuskoj? - najavljeno otvaranje ureda republike srpske krajine u Parizu.[3]
- Na summitu EU-a u Cannesu predstavljena nova mirovna inicijativa za prostor bivše Jugoslavije, no politički komentatori smatraju da u njoj nema ništa novoga.[3]

### 28. lipnja
- Predsjednik Tuđman i hrvatsko državno izaslanstvo završili državni posjet Novom Zelandu i otputovali u Zagreb[3]
- U napadu na Sarajevo Srbi projektilima pogodili zgradu Radiotelevizije, gdje su poginule četiri a ranjeno 38 osoba.[3]
- S vidovdanske parade pobunjeničke vojske hrvatskih Srba kod Slunja upućene prijetnje Hrvatskoj i cijelom svijetu najboljim oružjem na svijetu.[3]
- Predstavnik Ministarstva vanjskih poslova Francuske Yves Doutraix rekao novinarima da nikakav službeni dopis iz Beograda nije stigao u ministarstvo da će rs krajina otvoriti svoj urd u Parizu, a ako se i otvori ured krajine neće uživati nikakav službeni status kao što ga ne uživa ni samozvana republika krajina.[3]

### 29. lipnja
- Nakon što ih je primio predsjednik Tuđman i obećao da će hrvatska vlast učiniti sve kako bi se doznala istina o njihovim najbližima, majke nestalih i nasilno odvedenih hrvatskih branitelja i civila prekinule desetodnevni štrajk glađu na Markovom trgu.[3]
- Ministar Granić uputio pismo B. Ghaliju, u kojem ocjenjuje da umiješanost beogradskog režima i stupanj intervencije Beograda na okupiranim područima Hrvatske predstavlja neovlaštenu izravnu vojnu intervenciju na suverenu državu i povredu međunarodno priznatih granica.[3]
- Predsjednik povjerenstva UNCRO ing. Hrvaoje Šarinić odgovorio Yasusiju Akashiju na njegov odgovor, kako Unnema podataka o ulasku teškog oružja iz SRJ na okupirana područja Republike hrvatske, te mu u privitku pisma dao pregled što je sve od jugovojske u lipnju prešlo iz Srbije u Republiku Hravtsku.[3]
- Francusko-američki spor oko zapovijednja NATO-savezom u BiH, Pariz i dalje želi zadržati dosadašnje načelo dvaju ključeva, to jest zajedničko zapovjedništvo NATO-a i UN.[3]
- Srpska pravoslavna crkva izgubila sudski spor u Parizu protiv francuskog dnevnika Liberation, koji joj pripisuje odgovornost za genocid i etničko čišćenje u BiH.[3]

### 30. lipnja
- U nekoliko navrata ovog tjedna i do 60 pripadnika srpske paravojske ušlo u hrvatski dio zone razdvajanja, pri čemu su i zabranom komunikacije blokirali nadzorne točke UNCRO-a, a incidenti kulminirali otmicom trojice hrvatskih civila za čiju se sudbinu više ne zna.[3]
- U prometnoj nezgodi kod Čapljine teško ozljeđen Ejup Ganić, potpredsjednik Federacije Bih.Helikopterom HVO-ažurno odvezen u Kliničku bolnicu Split, gdje je obrađen i zadržan na daljnjem liječenju.[3]
- Velike borbe vode se na bihaćkom bojištu, a Srbi koriste sve raspoložive topničke i raketne sustave, pa čak i bojne otrove.[3]